# Halime Oguz
Halime Oguz (15 de junho de 1970, em Tavsancali, Turquia) é uma política turco-dinamarquesa, membro do Folketing pelo Partido Popular Socialista. Ela foi eleita para o parlamento nas eleições legislativas dinamarquesas de 2019.

## Carreira política
Oguz foi eleita para o parlamento na eleição de 2019, onde recebeu 1.278 votos pelos socialistas.